# Баришников (хутір)
Бари́шников (рос. Барышников) — хутір у складі Новосергієвського району Оренбурзької області, Росія.

## Населення
Населення — 49 осіб (2010; 67 у 2002).
Національний склад (станом на 2002 рік):
- росіяни — 91 %